# Dodo-Bird-Verdict
Als Dodo-Bird-Verdict (auch: Dodo-Effekt, Dodo-Urteil oder Äquivalenzhypothese) wird in der Psychotherapieforschung die Annahme bezeichnet, dass kein einzelnes Psychotherapieverfahren einem anderen überlegen sei. Die Annahme stieß in der Psychotherapieforschung auf Unterstützung, erfuhr jedoch auch heftige Kritik, da sich unter anderem einzelne Therapien bei bestimmten Störungen überlegen zeigten.

## Geschichte

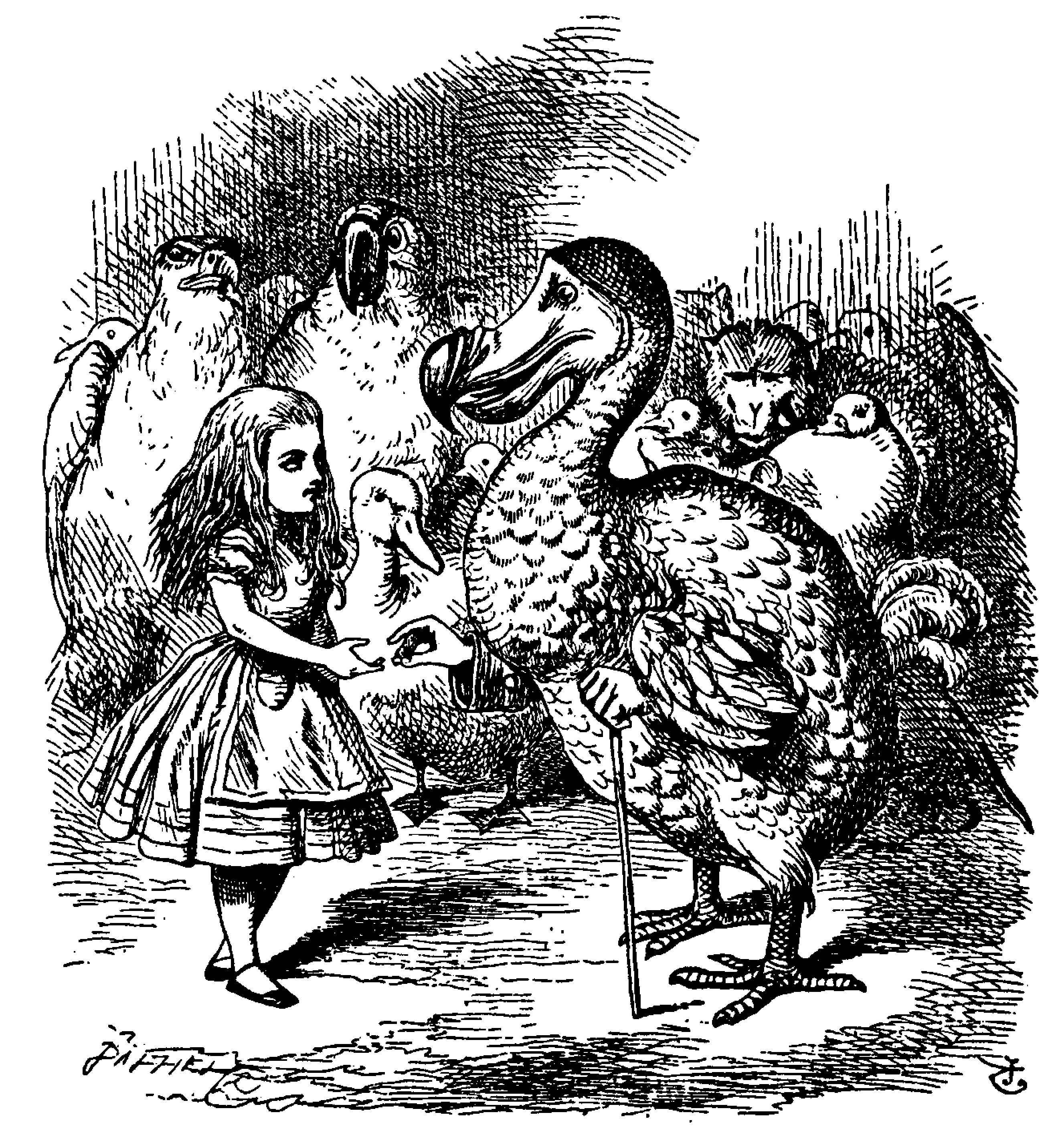
Illustration des namensgebenden Dodo-Vogels mit Alice aus dem dritten Kapitel des Buches Alice im Wunderland

Die Terminologie „Dodo-Bird-Verdict“ geht auf Saul Rosenzweig zurück, welcher 1936 ein Zitat aus dem Buch Alice im Wunderland von Lewis Carroll nutzte, um zu illustrieren, dass alle psychotherapeutischen Verfahren die gleiche Wirksamkeit aufweisen würden. Nachdem eine Reihe von Figuren nass wird, schlägt die Figur des Dodo-Vogels, damit alle wieder trocken werden, ein Rennen vor. Alle Beteiligten begannen daraufhin wann immer sie wollten zu rennen und hörten auch erst nach eigenem Belieben wieder auf. Da nach dem Rennen alle wieder trocken waren, sagte der Dodo-Vogel, dass jeder gewonnen und einen Preis verdient hätte. Übertragen auf die Psychotherapie argumentierte Rosenzweig, dass hauptsächlich allgemeine und nicht therapiespezifische Wirkfaktoren Einfluss auf die psychotherapeutische Wirkung hätten. Demnach könnten alle Therapien als „Gewinner“ angesehen werden.
An Fahrt gewann die Diskussion zum Dodo-Bird-Verdict erst ab 1975, nachdem Lester Luborsky, Barton Singer und Lise Luborsky eine qualitative Analyse der bestehenden Literatur veröffentlichten. Mary Lee Smith und Gene V. Glass veröffentlichten 1977 eine Meta-Analyse anhand derer sie schlussfolgerten, dass Psychotherapie zwar wirksam sei, jedoch Unterstützung für die Überlegenheit einer einzelnen psychotherapeutischen Therapie fehle. In den nachfolgenden Jahren erfuhr das Dodo-Bird-Verdict Unterstützung durch weitere Analysen. Anhand einer Analyse von 17 Meta-Analysen folgerten Lester Luborsky und Kollegen 2002, dass das Dodo-Bird-Verdict quicklebendig sei.

## Kritik
Erhebliche Kritik erfuhr das Dodo-Bird-Verdict, da umfassende Evidenz darauf hinwies, dass einzelne Therapien insbesondere bei einzelnen Personen mit bestimmten Problemen in bestimmten Situationen helfen können. Die spezifische Wirkungsweise einzelner psychotherapeutischer Interventionen wird beispielsweise bei Phobien oder Zwangsstörungen deutlich, da sich Therapien mit konfrontativer Komponente Therapien ohne Konfrontation überlegen zeigen. Mark Helle merkt in Bezug auf das Dodo-Bird-Verdict weiterhin an, dass es erstaunlich sei, dass mit erheblichem Aufwand über Jahrzehnte Wirknachweise für Psychotherapie hervorgebracht wurden und gleichzeitig dem Verständnis der Wirkweise von Psychotherapie kaum Aufmerksamkeit geschenkt wurde.